# يوشيفيومي يامادا
يوشيفيومي يامادا (باليابانية: 山田 祥史) (4 نوفمبر 1981 في فوكوكا في اليابان – )؛ هو لاعب كرة قدم ياباني سابق كان يلعب كلاعب وسط.

## روابط خارجية
- يوشيفيومي يامادا على موقع رابطة كرة القدم اليابانية للمحترفين (اليابانية)